# Anoropallene valida
Anoropallene valida is een zeespin uit de familie Callipallenidae. De soort behoort tot het geslacht Anoropallene. Anoropallene valida werd in 1884 voor het eerst wetenschappelijk beschreven door Haswell. 